# Trachyxiphium guadalupense
Trachyxiphium guadalupense är en bladmossart som beskrevs av William Russell Buck 1987. Trachyxiphium guadalupense ingår i släktet Trachyxiphium och familjen Hookeriaceae. Inga underarter finns listade i Catalogue of Life.